# 拉梅什基區
57°20′41″N 36°02′37″E / 57.34472°N 36.04361°E
拉梅什基區（俄语：Рамешковский район），是俄羅斯的一個區，位於該國西部，由特維爾州負責管轄，面積2,511平方公里，2010年該區人口14,988，人口密度每平方公里5.97人。